# Arnór Ingvi Traustason
Arnór Ingvi Traustason, född 30 april 1993 i Keflavík, är en isländsk fotbollsspelare som spelar för IFK Norrköping.

## Klubbkarriär
Traustason har tidigare spelat för Keflavík och varit utlånad till Sandnes Ulf i Norge.
Den 28 oktober 2013 presenterades han inför en match i Allsvenskan som IFK Norrköpings första nyförvärv inför säsongen 2014. Han gjorde sitt första mål för IFK Norrköping den 14 juli 2014 mot Djurgårdens IF, ett mål som gjordes redan efter 11 sekunders spel, vilket är det snabbaste målet i Norrköpings historia. Traustason blev 2015 den stora hjälten när han avgjorde i matchen mot Malmö FF med sitt 2–0-mål på tilläggstid vilket betydde att IFK Norrköping vann SM-guldet.
Den 27 maj 2016 presenterades han för den österrikiska klubben Rapid Wien. Traustason fick bara spela ett fåtal matcher under 1,5 säsong i Wien och inför säsongen 2018 skrev han ett fyraårigt kontrakt med Malmö FF.
I augusti 2022 offentliggjordes att Traustason återvänder till IFK Norrköping. Han skrev på ett kontrakt på fyra och ett halvt år.

## Landslagskarriär
Traustason var med i Islands trupp vid fotbolls-EM 2016 där han gjorde det avgörande målet (2-1) i matchen mot Österrike den 22 juni 2016 vilket tog Island vidare till åttondelsfinal mot England.

## Karriärstatistik
| Klubb                                                     | Säsong            | Inhemsk liga            | Inhemsk liga | Inhemsk liga | Nat. täv. | Nat. täv. | Internat. täv. | Internat. täv. | Totalt | Totalt |
| Klubb                                                     | Säsong            | Serie                   | SM           | Mål          | SM        | Mål       | SM             | Mål            | SM     | Mål    |
| --------------------------------------------------------- | ----------------- | ----------------------- | ------------ | ------------ | --------- | --------- | -------------- | -------------- | ------ | ------ |
| Keflavík                                                  | 2010              | Pepsideild              | 3            | 1            | 0         | 0         | 0              | 0              | 3      | 1      |
| Keflavík                                                  | 2011              | Pepsideild              | 15           | 1            | 0         | 0         | 0              | 0              | 15     | 1      |
| Keflavík                                                  | 2012              | Pepsideild              | 15           | 4            | 0         | 0         | 0              | 0              | 15     | 4      |
| Keflavík                                                  | 2013              | Pepsideild              | 19           | 4            | 4         | 4         | 0              | 0              | 23     | 8      |
| Keflavík                                                  | Totalt i klubblag | Totalt i klubblag       | 52           | 10           | 4         | 4         | 0              | 0              | 56     | 14     |
| Sandnes Ulf (lån)                                         | 2013              | Eliteserien             | 11           | 0            | 0         | 0         | 0              | 0              | 11     | 0      |
| Sandnes Ulf (lån)                                         | Totalt i klubblag | Totalt i klubblag       | 11           | 0            | 0         | 0         | 0              | 0              | 11     | 0      |
| IFK Norrköping                                            | 2014              | Allsvenskan             | 18           | 3            | 3         | 1         | 0              | 0              | 21     | 4      |
| IFK Norrköping                                            | 2015              | Allsvenskan             | 29           | 7            | 4         | 2         | 0              | 0              | 33     | 9      |
| IFK Norrköping                                            | 2016              | Allsvenskan             | 9            | 2            | 3         | 1         | 0              | 0              | 12     | 3      |
| IFK Norrköping                                            | Totalt i klubblag | Totalt i klubblag       | 56           | 12           | 10        | 4         | 0              | 0              | 66     | 16     |
| Rapid Wien                                                | 2016-17           | Österrikiska Bundesliga | 22           | 3            | 3         | 0         | 8              | 0              | 33     | 3      |
| Rapid Wien                                                | 2017-18           | Österrikiska Bundesliga | 0            | 0            | 0         | 0         | 0              | 0              | 0      | 0      |
| Rapid Wien                                                | Totalt i klubblag | Totalt i klubblag       | 22           | 3            | 3         | 0         | 8              | 0              | 33     | 3      |
| AEK Aten (lån)                                            | 2017-18           | Grekiska superligan     | 3            | 0            | 2         | 1         | 0              | 0              | 5      | 1      |
| AEK Aten (lån)                                            | Totalt i klubblag | Totalt i klubblag       | 3            | 0            | 2         | 1         | 0              | 0              | 5      | 1      |
| Malmö FF                                                  | 2018              | Allsvenskan             | 22           | 4            | 5         | 1         | 14             | 2              | 41     | 7      |
| Malmö FF                                                  | 2019              | Allsvenskan             | 27           | 7            | 1         | 0         | 9              | 0              | 37     | 7      |
| Malmö FF                                                  | 2020              | Allsvenskan             | 20           | 1            | 4         | 1         | 3              | 1              | 27     | 3      |
| Malmö FF                                                  | Totalt i klubblag | Totalt i klubblag       | 69           | 12           | 10        | 2         | 26             | 3              | 105    | 17     |
| New England Revolution                                    | 2021              | MLS                     | 29           | 2            | 1         | 0         | 0              | 0              | 30     | 2      |
| New England Revolution                                    | 2022              | MLS                     | 15           | 0            | 1         | 0         | 2              | 0              | 18     | 0      |
| New England Revolution                                    | Totalt i klubblag | Totalt i klubblag       | 44           | 2            | 2         | 0         | 2              | 0              | 48     | 2      |
| IFK Norrköping                                            | 2022              | Allsvenskan             | 12           | 3            | 1         | 0         | 0              | 0              | 13     | 3      |
| IFK Norrköping                                            | 2023              | Allsvenskan             | 28           | 9            | 4         | 2         | 0              | 0              | 32     | 11     |
| IFK Norrköping                                            | 2024              | Allsvenskan             | 26           | 6            | 2         | 0         | 0              | 0              | 28     | 6      |
| IFK Norrköping                                            | Totalt i klubblag | Totalt i klubblag       | 66           | 18           | 7         | 2         | 0              | 0              | 73     | 20     |
| Antal matcher och mål är korrekt per den 11 november 2024 |                   |                         |              |              |           |           |                |                |        |        |